# Meia Soquete (álbum de 1987)
Meia Soquete é um álbum do grupo homônimo, lançado em 1987.
Trata-se do primeiro álbum de estúdio do grupo que era formado por Adriane Galisteu, Anne Cinthya Ramos, Calu Blancas Zulaud e Debora Calijiuri.
Traz o maior sucesso do grupo: "Domingueira Dançante".

## Produção e lançamento
O grupo surgiu após o conjunto musical Chispitas, do qual Adriane Galisteu era uma das integrantes, terminar. A gravadora resolveu formar um grupo juvenil e chamou três garotas que faziam parte das bailarinas do programa Viva a Noite, do SBT, apresentado por Gugu Liberato.
O álbum traz canções no estilo Pop dos anos de 1980 e outras com arranjos que lembram canções dos anos de 1950 e 1960. Entre as 12 faixas há duas versões de canções de artistas americanos:
"Pink Shoe Laces", gravada pela cantora Dodie Stevens, em 1959, música que ficou em #3 na parada da Billboard, e no Brasil foi traduzida como "Lacinhos Cor de Rosa";
"Earth Angel", do grupo The Penguins, uma das canções de maior sucesso da década de 1950, sendo considerada a canção definitiva no estilo doo-wop e que vendeu mais de 10 milhões de cópias. A versão brasileira recebeu o nome de "Anjo".
As músicas de trabalho do disco foram: "Anjo", "Domingueira Dançante", e "Futuro do Mundo" e "Gatinho Teimoso".
O grupo promoveu o disco em rádios e na TV, em programas como Cassino do Chacrinha, da Rede Globo e Domingo no Parque, programa apresentado por Silvio Santos no SBT.

## Relançamento
Após mais de 30 anos fora de catálogo, foi relançado em CD, em 2018, pelo selo Discobertas.

## Lista de faixas
- Créditos adaptados do encarte do LP Meia Soquete.[12]

| N.º | Título                                   | Compositor(es)                     | Duração |  |
| 1.  | "Futuro do Mundo"                        | Arthur Moreira Antonio Mojica      | 3:09    |  |
| 2.  | "Você É Um Perigo"                       | Don Beto                           | 2:48    |  |
| 3.  | "Para, Para Com Isso"                    | Gene Araujo Joram                  | 3:05    |  |
| 4.  | "Loucuras E Manias"                      | Ed Wilson Carlos Colla             | 3:25    |  |
| 5.  | "Miss Chicle De Bola"                    | Carlinhos Borba Gato Mark Lee      | 2:08    |  |
| 6.  | "Lacinhos Cor de Rosa" (Pink Shoe Laces) | Mickie Grant Fred Jorge            | 2:13    |  |
| 7.  | "Domingueira Dançante"                   | Carlinhos Borba Gato Miguel Cidrás | 3:20    |  |
| 8.  | "Liga Pra Mim"                           | Simbas Carlini                     | 2:56    |  |
| 9.  | "Tesouro"                                | Angela                             | 2:11    |  |
| 10. | "Gatinho Teimoso"                        | Cesar Rossini Gil Gerson           | 2:59    |  |
| 11. | "Caprichosa"                             | Renan                              | 3:22    |  |
| 12. | "Anjo" (Earth Angel)                     | D. Williams C. Williams Angela     | 4:05    |  |